# James Cleghorn
Ogilvie James Cleghorn, dit Odie Cleghorn, (né le 19 septembre 1891 à Montréal ville du Québec au Canada et mort le 13 juillet 1956 également à Montréal) est un joueur de hockey sur glace professionnel,. Il est le frère cadet d'une autre figure du hockey du début du XXe siècle, Sprague Cleghorn et remportent ensemble Coupe Stanley avec les Canadiens de Montréal au cours de la saison 1923-1924. Il meurt deux jours après son aîné.

## Biographie
Ogilvie James Cleghorn naît le 19 septembre 1891 dans la ville du Québec de Montréal au Canada. Il est le cadet de Sprague Cleghorn né le 11 mars 1890. Les deux joueurs grandissent dans leur ville natale où ils apprenant à jouer au hockey. Le cadet de la famille rejoint l'équipe Montreal Westmount en 1908-1909 dans la ligue de hockey de la ville puis les deux frères jouent la saison 1909-1910 avec les Wanderers de New York dans l'United States Amateur Hockey Association. Au cours de la saison qui ne dure que huit matchs, les deux frères se font remarquer : Sprague qui évolue en tant que défenseur inscrit sept buts alors qu'Odie, ailier droit en compte quinze, le meilleur total de l'USAHA. Ils se font alors remarquer par John Ambrose O'Brien, riche propriétaire originaire de Renfrew en Ontario.
Les frères Cleghorn débutent ainsi leur carrière professionnelle en signant avec les Millionnaires de Renfrew dans l’Association nationale de hockey en 1910-1911. En seize rencontres, Odie Cleghorn compte vingt buts alors que son équipe termine à la troisième place du classement avec huit défaites et huit victoires. Après cette saison, la deuxième seulement pour les Millionnaires, O'Brien ne peut plus se permettre d'avoir une équipe dans sa ville natale et il met fin à l'activité de l'équipe. Odie et Sprague rejoignent la saison suivante les Wanderers de Montréal toujours dans l'ANH,. En un peu moins d'une centaine de matchs avec l'équipe de Montréal, Odie Cleghorn inscrit 115 buts.
Il devient le premier entraineur des Pirates de Pittsburgh à partir de leur première saison dans la LNH. Il occupe alors le poste d'entraîneur mais joue également quelques matchs — 21 matchs de saison régulière. Il est le premier entraîneur de l'histoire à former des groupes de joueurs qui jouaient ensemble et qui étaient remplacés tous ensemble par un autre groupe de joueurs. Avant lui, les joueurs étaient remplacés lorsqu'ils étaient fatigués. Le 29 juin juin 1956, Sprague est renversé par une voiture. Il est conduit aussitôt à l’hôpital mais souffre de plusieurs blessures à la tête et aux vertèbres cervicales. Il meurt de ses blessures à l'Hôpital St-Luc de Montréal le 12 juillet. Ses funérailles se déroulent le 14 juillet et Odie est retrouvé mort dans son lit par sa sœur chez laquelle il vit quelques heures avant les funérailles de Sprague .

## Statistiques

### Statistiques de joueur
| Saison     | Équipe                   | Ligue      |     | Saison régulière | Saison régulière | Saison régulière | Saison régulière | Saison régulière |   | Séries éliminatoires | Séries éliminatoires | Séries éliminatoires | Séries éliminatoires | Séries éliminatoires |
| Saison     | Équipe                   | Ligue      | PJ  | B                | A                | Pts              | Pun              | PJ               | B | A                    | Pts                  | Pun                  |                      |                      |
| 1908-1909  | Montreal Westmount       | CAHL       |     |                  |                  |                  |                  |                  |   |                      |                      |                      |                      |                      |
| 1909-1910  | Wanderers de New York    | USAHA      | 8   | 15               | 0                | 15               | -                |                  |   |                      |                      |                      |                      |                      |
| 1910-1911  | Millionnaires de Renfrew | ANH        | 16  | 20               | 0                | 20               | 66               |                  |   |                      |                      |                      |                      |                      |
| 1911-1912  | Wanderers de Montréal    | ANH        | 17  | 23               | 0                | 23               | --               |                  |   |                      |                      |                      |                      |                      |
| 1912-1913  | Wanderers de Montréal    | ANH        | 19  | 18               | 0                | 18               | 44               |                  |   |                      |                      |                      |                      |                      |
| 1913-1914  | Wanderers de Montréal    | ANH        | 13  | 9                | 7                | 16               | 19               | 2                | 0 | 0                    | 0                    | 12                   |                      |                      |
| 1914-1915  | Wanderers de Montréal    | ANH        | 15  | 21               | 5                | 26               | 39               | 2                | 0 | 0                    | 0                    | 12                   |                      |                      |
| 1915-1916  | Wanderers de Montréal    | ANH        | 21  | 16               | 7                | 23               | 51               |                  |   |                      |                      |                      |                      |                      |
| 1916-1917  | Wanderers de Montréal    | ANH        | 18  | 28               | 4                | 32               | 49               |                  |   |                      |                      |                      |                      |                      |
| 1918-1919  | Canadiens de Montréal    | LNH        | 18  | 21               | 6                | 27               | 33               | 10               | 8 | 1                    | 9                    | 9                    |                      |                      |
| 1919-1920  | Canadiens de Montréal    | LNH        | 21  | 20               | 4                | 24               | 30               |                  |   |                      |                      |                      |                      |                      |
| 1920-1921  | Canadiens de Montréal    | LNH        | 21  | 5                | 4                | 9                | 8                |                  |   |                      |                      |                      |                      |                      |
| 1921-1922  | Canadiens de Montréal    | LNH        | 24  | 21               | 3                | 24               | 26               |                  |   |                      |                      |                      |                      |                      |
| 1922-1923  | Canadiens de Montréal    | LNH        | 24  | 19               | 7                | 26               | 14               | 2                | 0 | 0                    | 0                    | 2                    |                      |                      |
| 1923-1924  | Canadiens de Montréal    | LNH        | 22  | 3                | 3                | 6                | 14               | 6                | 0 | 1                    | 1                    | 0                    |                      |                      |
| 1924-1925  | Canadiens de Montréal    | LNH        | 30  | 3                | 2                | 5                | 14               | 5                | 0 | 1                    | 1                    | 0                    |                      |                      |
| 1925-1926  | Pirates de Pittsburgh    | LNH        | 17  | 2                | 1                | 3                | 4                | 1                | 0 | 0                    | 0                    |                      |                      |                      |
| 1926-1927  | Pirates de Pittsburgh    | LNH        | 3   | 0                | 0                | 0                | 0                |                  |   |                      |                      |                      |                      |                      |
| 1927-1928  | Pirates de Pittsburgh    | LNH        | 1   | 0                | 0                | 0                | 4                |                  |   |                      |                      |                      |                      |                      |
| Totaux LNH | Totaux LNH               | Totaux LNH | 182 | 94               | 30               | 124              | 147              | 24               | 8 | 3                    | 11                   | 11                   |                      |                      |

### Statistiques d'entraîneurs
| Saison    | Équipe                | Ligue |    | PJ | V  | D | N    | % V                     |  | Séries éliminatoires |
| 1925-1926 | Pirates de Pittsburgh | LNH   | 36 | 19 | 16 | 1 | 54,2 | Défaite au premier tour |  |                      |
| 1926-1927 | Pirates de Pittsburgh | LNH   | 44 | 15 | 26 | 3 | 37,5 | Éliminés des séries     |  |                      |
| 1927-1928 | Pirates de Pittsburgh | LNH   | 44 | 19 | 7  | 8 | 52,3 | Défaite au premier tour |  |                      |
| 1928-1929 | Pirates de Pittsburgh | LNH   | 44 | 9  | 27 | 8 | 29,5 | Éliminés des séries     |  |                      |

## Trophées et honneurs personnels
- 1923-1924 : vainqueur de la Coupe Stanley avec les Canadiens de Montréal